# La Punta (Filipinas)
La Punta (en inglés: City Proper) es uno de los seis distritos en que se divide administrativamente la ciudad filipina de Iloílo.
En este distrito se encuentra al Ayuntamiento de Iloílo, capital de la provincia del mismo nombre de la que, sin embargo, no forma parte. 
Es el centro regional y el primer foco económico de la región Bisayas Occidentales y el centro del Gran Iloílo-Guimarás.

## Geografía

### Barangayes
La Punta se divide administrativamente en 45 barangayes, todos de carácter urbano.

## Historia

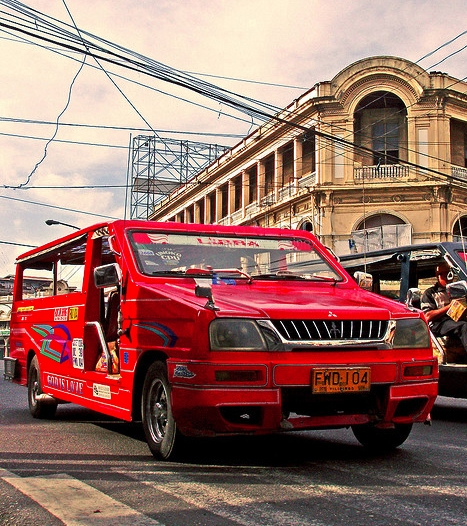
Transporte público.

Pequeña aldea fundada el año 1600 como La Punta por el gobernador Pedro Bravo de Acuña cuando los residentes españoles y chinos de Jaro y Molo ampliado su ámbito territorial. En 1602 se construye el fuerte Gazett.
Conocido como Estanzuela, agrupaba pueblos de pescadores locales, que estaban cerca de la costa en el puerto. En 1616 la ciudad fue invadida por los holandeses que finalmente fueron expulsados.
El gobernador Corcuera promueve en 1637 el establecimiento de españoles de Arévalo, reservando para los chinos Molo. El rápido desarrollo económico convierte a La Punta en el mayor centro económico de Panay.
En el siglo XX se consolida como puerto comercial, abierto en 1855 para el comercio internacional. Su importancia justifica el establecimiento de los consulados de China, Noruega y  Reino Unido. Muchos comerciantes chinos y emigrantes británicos han impulsado su crecimiento.
En 1893, el municipio pasó a llamarse en Iloílo. 
En la revolución filipina fue capital del efímero Estado Libre de Bisayas, un año antes de la proclamación de la Primera República Filipina.
El 25 de diciembre de 1898 en Plaza Libertad se izó la bandera de Filipinas por primera vez en la isla de Panay.
A lo largo del siglo XX las actividades económicas pasaron de Jaro y Molo a la ciudad de Iloílo, municipio creado  en 1937 por la fusión de las dos ciudades de Iloilo y Jaro, sede episcopal, y los cuatro municipios Molo, Mandurriao, La Paz y Arévalo.

## Capitalidad
Este distrito es sede del Capitolio Provincial de Iloílo (Iloilo Provincial Capitol) y también del Ayuntamiento de la ciudad (Iloilo City Hall).
Cuenta con tres universidades y varios colegios. 

## Patrimonio
Los principales lugares de interés son los edificios antiguos de la época colonial española principalmente en  la Calle Real, San Iznart y Plaza Libertad.